# وانتیرنا، ویکتوریا

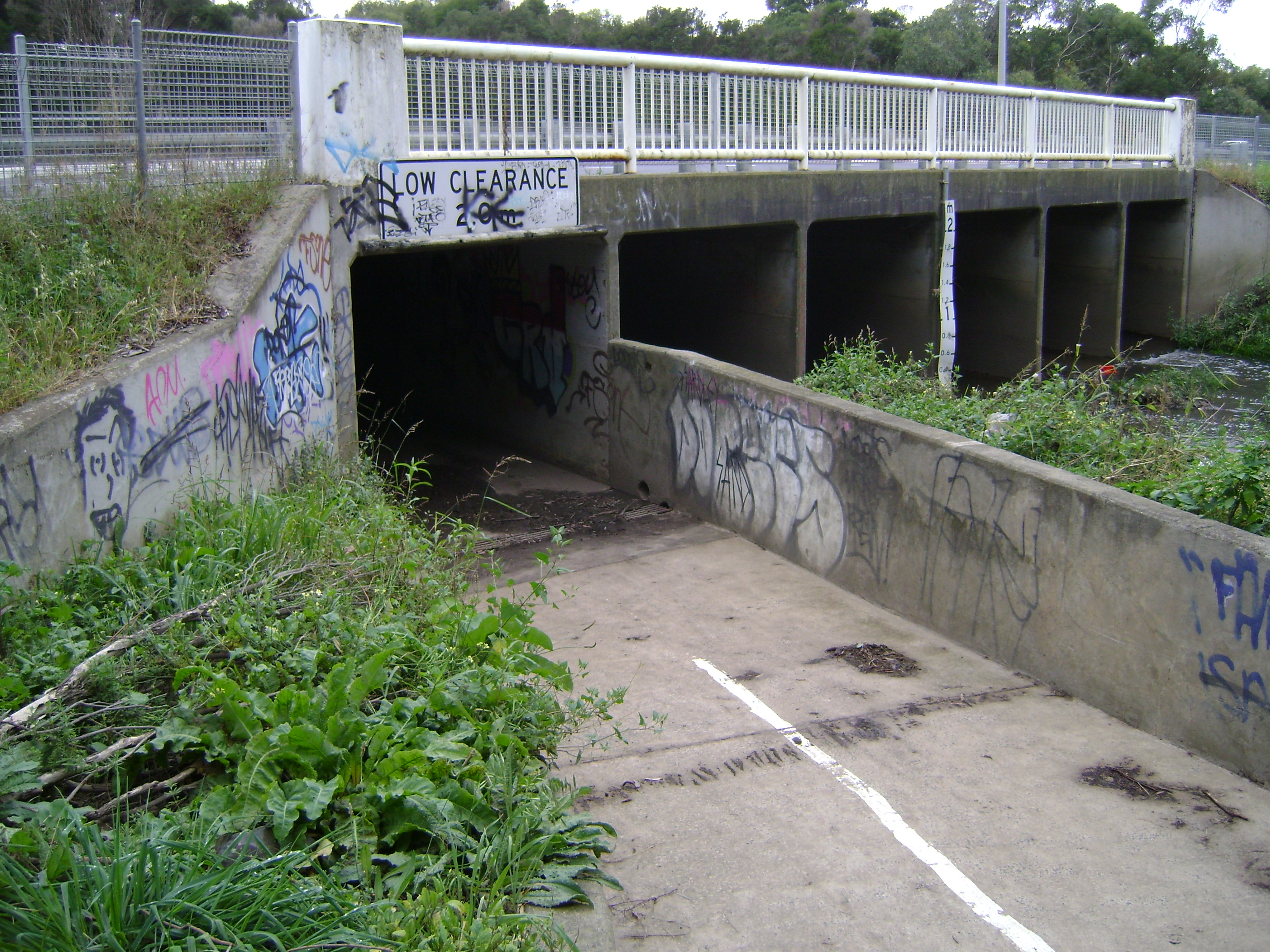
وانتیرنا، ویکتوریا

وانتیرنا، ویکتوریا (انگلیسی: Wantirna, Victoria) در حومهٔ شهر ملبورن استرالیا و در ۲۴ کیلومتری شرق این شهر قرار گرفته‌است.